# Кужентник (гмина)
Кужентник (пол. Kurzętnik) — сельская гмина (волость) в Польше, входит как административная единица в Новомястский повет, Варминьско-Мазурское воеводство. Население — 8664 человека (на 2004 год).

## Демография
| Перепись                       | Всего   | Всего | Женщины | Женщины | Мужчины | Мужчины |
| ------------------------------ | ------- | ----- | ------- | ------- | ------- | ------- |
| Единицы                        | человек | %     | человек | %       | человек | %       |
| Население                      | 8664    | 100   | 4356    | 50,3    | 4308    | 49,7    |
| Плотность населения (чел./км²) | 57,8    | 57,8  | 29,1    | 29,1    | 28,7    | 28,7    |

## Сельские округа
1. Братушево
2. Бжозе-Любавске
3. Камёнка
4. Концики
5. Кшеменево
6. Кужентник
7. Липовец
8. Мале-Балувки
9. Маженцице
10. Миколайки
11. Нельбарк
12. Отремба
13. Сугаенко
14. Шафарня
15. Терешево
16. Томашево
17. Вавровице
18. Вельке-Балувки

## Соседние гмины
1. Гмина Бискупец
2. Гмина Бжозе
3. Гмина Гродзично
4. Гмина Нове-Място-Любавске
5. Нове-Място-Любавске
6. Гмина Збично